# 能登町柳田植物公園
能登町柳田植物公園（のとちょうやなぎだしょくぶつこうえん）は、石川県鳳珠郡能登町上町（かんまち）及び合鹿（ごうろく）地内にある植物公園。能登町ふれあいの里の施設で「やなぎだ植物公園」と表記することもある。

## 概要
1986年（昭和61年）に開園。約30ヘクタールの総面積を有し、うち18ヘクタールが自然林である。多種の樹木や草木が自生し、自然に親しみながら散策できる遊歩道が整備されている。また、2.2ヘクタールの芝生広場があり、小学生によるリレーマラソンなどの各種イベント会場として利用されているほか、パターゴルフ場もあり、グラウンドゴルフも楽しむことができる。
1993年（平成5年）には口径60センチメートルの天体望遠鏡やプラネタリウムを備えた星の観察館満天星と、一晩中星を眺めることのできる宿泊施設アストロコテージ（6棟）が設置され、以来星の愛好者の聖地となっている。
ふれあいの里には植物公園等の管理施設と、植物公園内にある売店やレストランなどの営業施設がある。営業施設としては、レストランの「花菖蒲」、バーベキューが楽しめる「ふれあいハウス」、移築した古民家を利用した、和風会席料理を提供する「合鹿庵」がある。
春にはソメイヨシノ、ノトキリシマツツジ、サツキ、梅雨時期には、アジサイなどさまざまな花が咲き来園者の目を楽しませている。とくに6月中旬から7月初旬には60種10万株の花菖蒲が咲く。

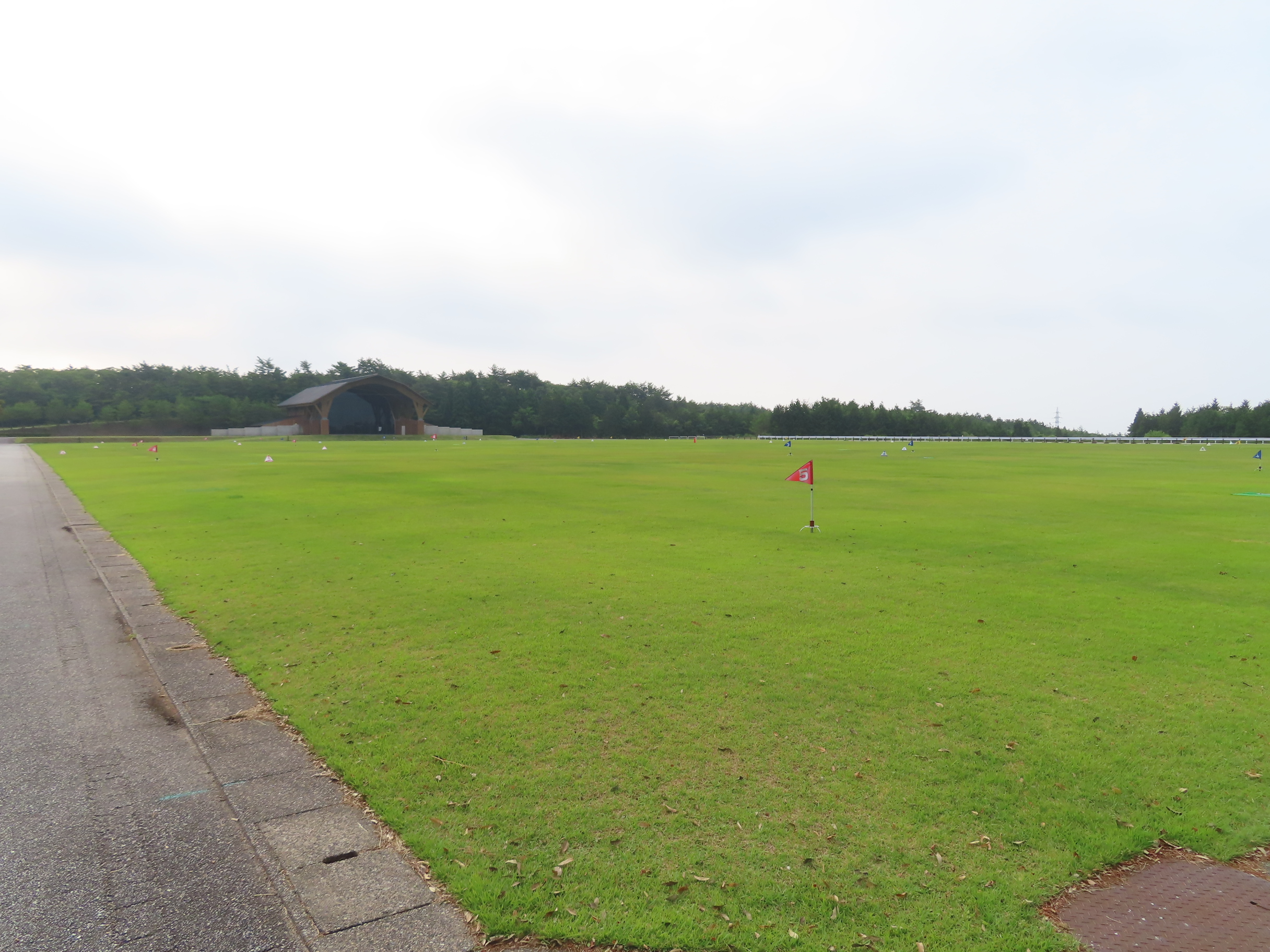
お祭り広場
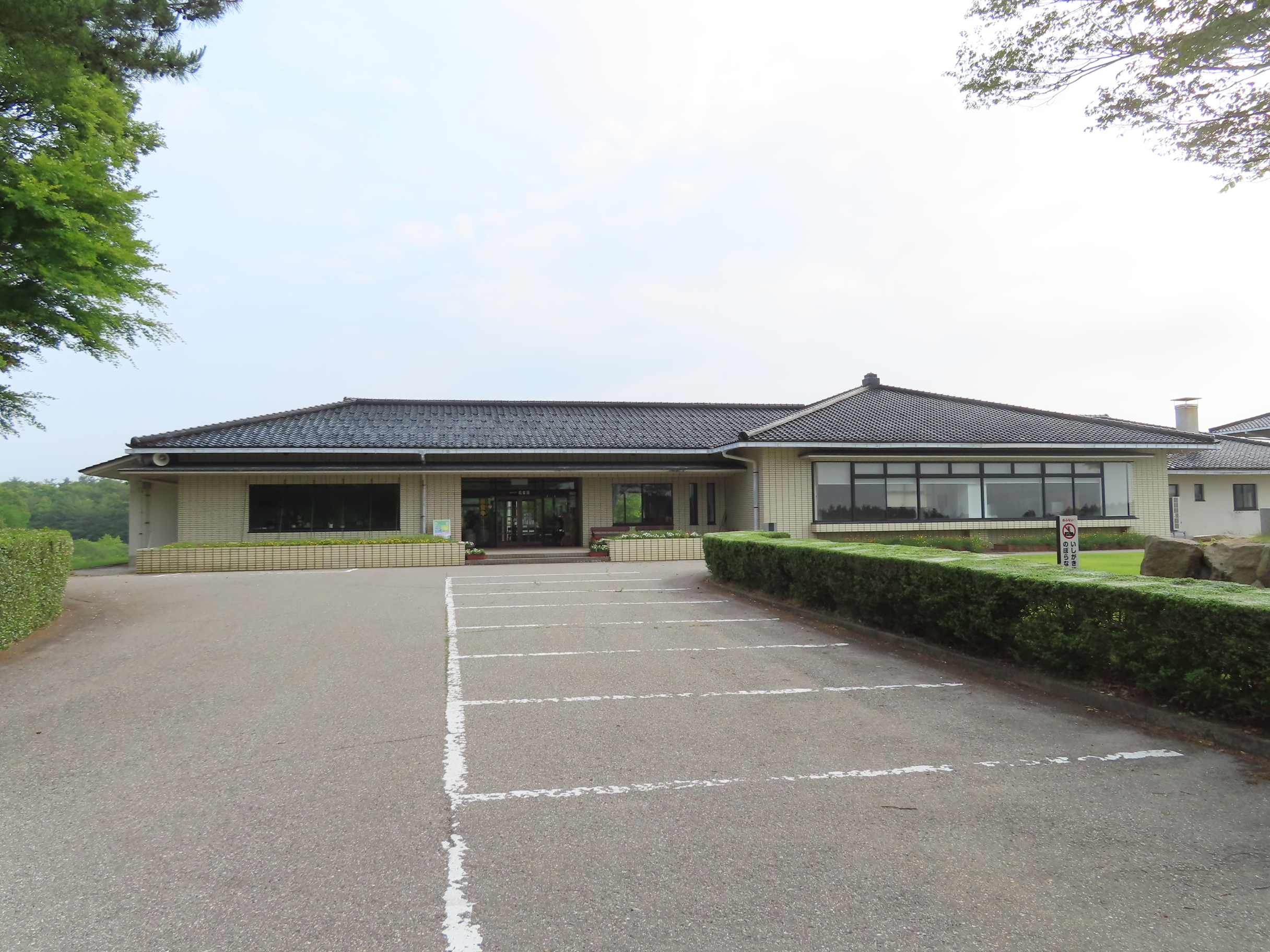
レストラン「花菖蒲」

## 歴史
旧柳田村が建設したもので、その後能登町による運営を経て、2008年（平成20年）4月より指定管理者制度の下で金沢市にある朝日建物グループが運営を行ったのち、2020年（令和2年）4月からは能登町の合同会社能登みらい創造ネットワークが運営を行なっている。
1982年（昭和57年）に旧柳田村が策定した「ふれあいの里整備構想」のキャッチフレーズ「あふれる自然の中に産業と文化の活気づく村」に基づく村の拠点施設（シンボル）として整備された。
2023年（令和5年）11月の石川県防災総合訓練では訓練会場として石川県外からも消防援助隊の参加があり、その経緯から2024年（令和6年）1月1日に発生した能登半島地震では日本全国から駆け付けた消防緊急援助隊の活動拠点となっている。